# Первокомунарський
Первокомунарський (рос. Первокоммунарский) — селище в Алексєєвському районі Самарської області Російської Федерації.
Населення становить 327 осіб. Входить до складу муніципального утворення сільське поселення Авангард.

## Історія
Від 2005 року входило до складу муніципального утворення сільське поселення Авангард.

## Населення
| 1986 | 2002 | 2010 | 2014 | 2015 |
| ---- | ---- | ---- | ---- | ---- |
| 274  | ↗339 | ↗345 | ↗356 | ↘327 |